# Kur bankiwa

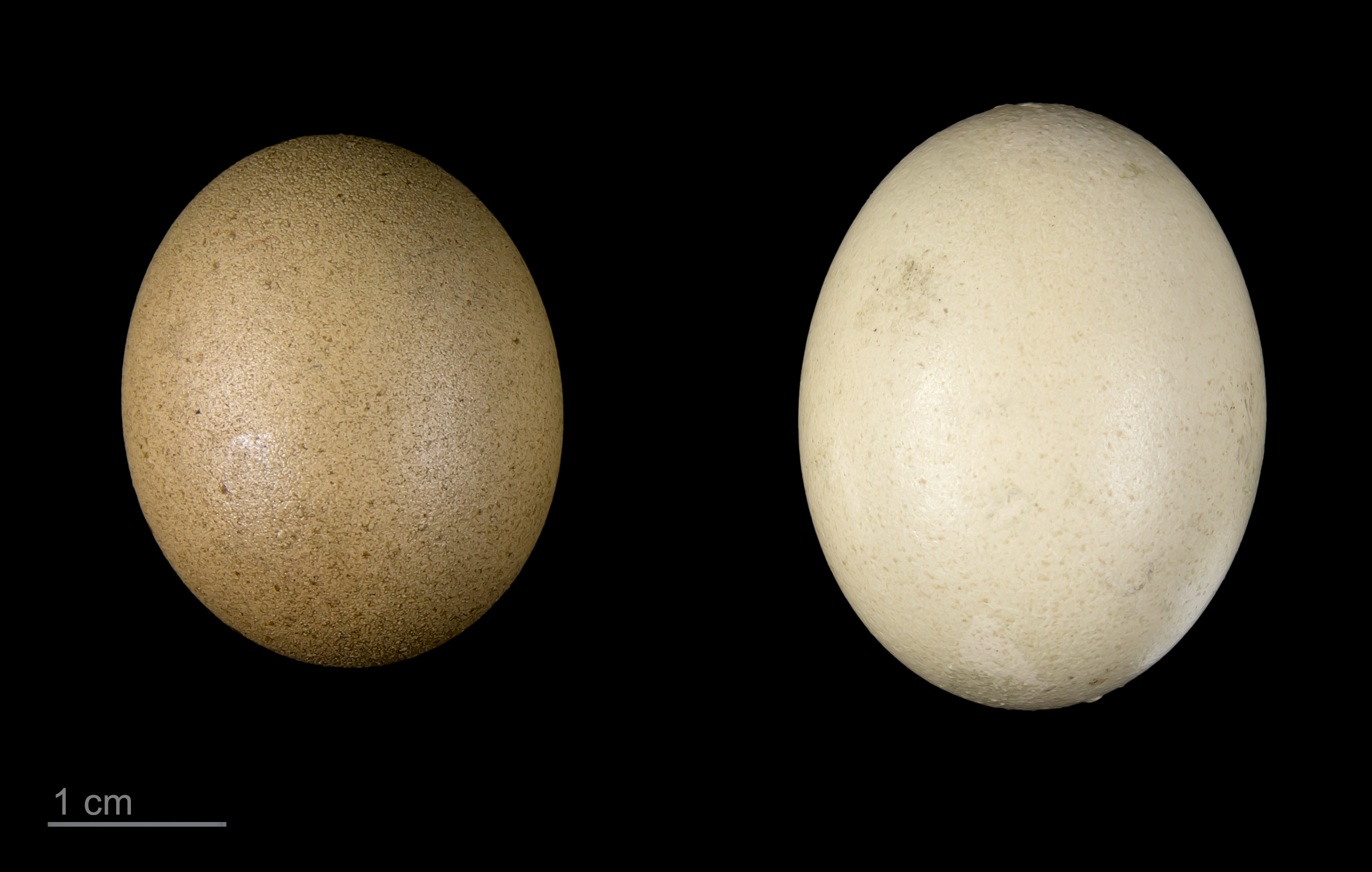
Jaja

Kur bankiwa, bankiwa (Gallus gallus) – gatunek ptaka z rodziny kurowatych (Phasianidae), uważany za dzikiego przodka kury domowej. Udomowiony został ok. 8000 lat temu. Występuje w północno-wschodnich Indiach i południowo-wschodniej Azji.

## Podgatunki i zasięg występowania
Wyróżniono kilka podgatunków G. gallus:
- G. gallus murghi – północne Indie, Nepal, Bhutan, Bangladesz.
- G. gallus spadiceus – północno-wschodnie Indie do południowych Chin, Półwysep Malajski i północna Sumatra.
- G. gallus jabouillei – południowe Chiny do północnego Wietnamu i północny Laos.
- G. gallus gallus – południowa Mjanma do Indochin.
- G. gallus bankiva – Jawa.

Forma udomowiona:
- G.gallus domesticus – cały świat z wyjątkiem Antarktydy.

## Morfologia
Długość ciała samca 65–75 cm, z czego na ogon przypada 26–28 cm. Samica mierzy 42–46 cm, z czego ogon zajmuje 14–16 cm. Masa ciała samca wynosi około 1 kg, samicy – 0,8 kg. Z kur domowych najbardziej kura bankiwa przypominają zielononóżka kuropatwiana i niektóre kury liliputki.

## Ekologia
Kur bankiwa zamieszkuje dżunglę i gęste lasy o zwartym podszycie. Wczesnym rankiem ptaki wychodzą z gąszczu, by żerować w otwartych miejscach w lesie lub na śródleśnych polanach. Przebywają w grupach z jednym samcem i kilkoma lub kilkunastoma kurami. Pożywienie stanowią nasiona, owoce i owady.
Gniazdo to kupka listowia i trawy. Samica składa 8–12 jaj. Inkubacja trwa około 19 dni. Podobnie jak u kury domowej samiec nie zajmuje się ani inkubacją, ani opieką nad młodymi.

## Status
Międzynarodowa Unia Ochrony Przyrody (IUCN) uznaje kura bankiwę za gatunek najmniejszej troski (LC – least concern) nieprzerwanie od 1988 roku. Trend liczebności populacji jest spadkowy.